# Kontza
Kontza ou Kouentza est une localité et une commune rurale du Mali chef-lieu d'arrondissement dans le cercle de Konna et la région de Mopti. La commune a pour chef-lieu la localité de Kontza.

## Géographie
La localité de Kontza est située sur la rive droite du fleuve Niger et sur la route nationale RN 38  à 18 km au nord du chef-lieu de cercle Konna. 

## Histoire
La commune est créée en 2023.

## Villages et fractions
La commune est composée de 9 localités :
- Kontza-Peulh
- Kontza Bozo-Djennenkore
- Kontza Bozo-Toudounde
- Kinani
- Oumere
- M'Bouna
- Tomi
- Garangome

## Infrastructures et services
La localité de Kontza-Peulh compte en 2009,
- 2 écoles fondamentales
- 2 centres de santé et 2 pharmacies
- un marché
- un établissement de crédit et d'épargne
- une banque de céréales
- 7 points d'eau